# District de Gulbarga
Le  district de Gulbarga  est un des 30 districts de l'état du Karnataka en Inde.

## Histoire
Il est issu de la partition de l'ancien district de Gulbarga] en deux le 10 avril 2010, le sud formant le district de Yadgir. Le chef lieu du district est la ville de Bulbarga . Il faisait partie du royaume de Bijapour puis de l'empire Moghol qui le cédait aux britanniques. Avec la décolonisation, en 1947  il est rattaché à Hydérabad, puis en 1956 avec la réorganisation il devint un district du Karnataka.

## Administration
Le district est subdivisé en trois taluks, Shahpur, Surpur et Yadgir. Les villes principales sont Gulbarga, Aland, Sedam, Shahabad, Wadi.

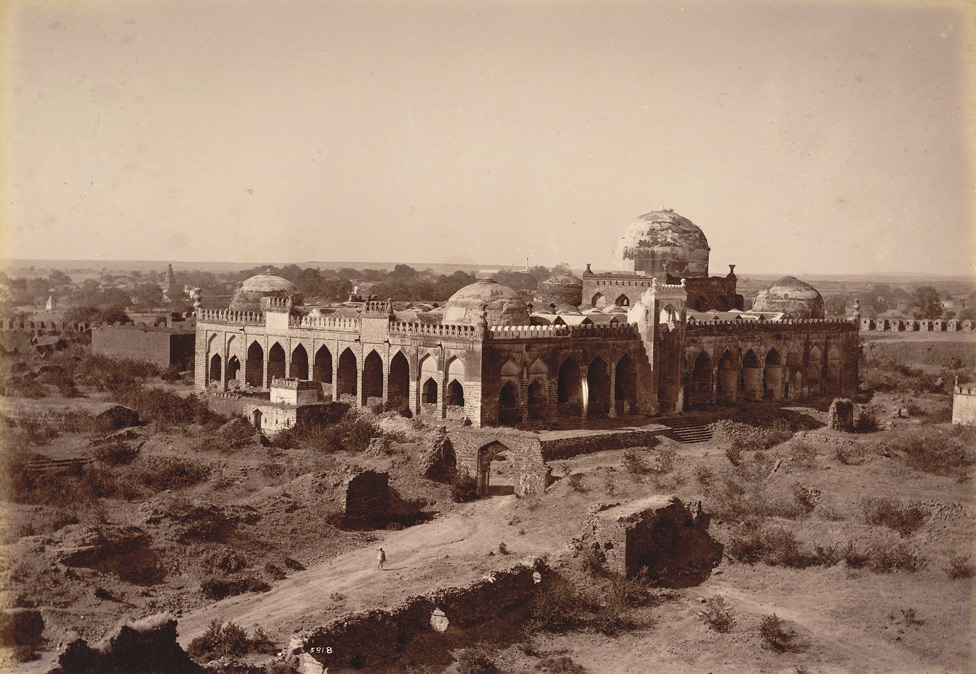
Photographie de 1880 de la mosquée de Gulbarga construite en 1367.

## Géographie
Situé sur le plateau du Deccan, le district est  irrigué par la Bhima (rivière).